# Raunds
Raunds ist eine Kleinstadt in der englischen Grafschaft Northamptonshire.

## Geographie
Raunds liegt etwa 34 Kilometer nordöstlich von Northampton im Tal des Flusses Nene.

## Geschichte
In den 1980er-Jahren wurden in Raunds umfangreiche archäologische Grabungen durchgeführt (das Raunds Area Project). Die ältesten dabei gefundenen Spuren menschlicher Anwesenheit stammen von Jäger- und Sammlerkulturen der Jungsteinzeit um etwa 5000 v. Chr. Um 3800 v. Chr lässt sich indirekt Tierhaltung nachweisen, Flächen wurden gerodet und es wurden monumentale Erdwerke errichtet (darunter ein 135 Meter langer long mound und ein long barrow). Zwischen 3000 v. Chr und ca. 2500 v. Chr verwaldete die Gegend wieder mehr und es lassen sich keine Siedlungsspuren nachweisen. Um 2200 v. Chr wurde die Gegend stark gerodet und beweidet und es wurden 20 Round Barrows errichtet, in den meisten davon ließen sich Körperbestattungen finden. Diese Anlagen wurden auch in der Folgezeit bis etwa 1000 v. Chr als Bestattungsorte genutzt, nun allerdings vorwiegend für Brandbestattung. Auch Siedlungsspuren aus dieser Zeit sind an den Flanken des Tales feststellbar. Aus der Eisenzeit lassen sich verschiedene Rundhaus-Siedlungen und großflächige Feldbegrenzungen nachweisen.
Während der Zeit der Römer bildete sich langsam eine landwirtschaftlich geprägte Dorfstruktur mit runden, später rechteckigen Steinhäusern aus. Einer der frühbronzezeitlichen Barrows wurde als Temenos wieder verwendet. Ein erster gemauerter Brunnenschacht wurde errichtet und ein von einer Steinmauer umgebener Ort mit zwei Gebäuden, die für Tempel oder Schreine gehalten werden. Im vierten Jahrhundert entstand eine Villa mit Seitentrakten, die auch nach dem Abzug der Römer noch genutzt wurde. Aus der Zeit der Angelsachsen finden sich Körperbestattungen mit Grabbeigaben.
Im Mittelalter wurden viele römerzeitliche Steine für neue Gebäude wiederverwendet und Wölbäcker angelegt. Erstmals erwähnt wurde der Ort in angelsächsischen Urkunden circa 980 als Randan, im Domesday Book von 1086 wird er als Rande geführt.
Neben der Landwirtschaft spielte bis in die 1960er-Jahre die Schuhindustrie im Ort eine wirtschaftliche Rolle.